# Interstate H-1
Interstate H-1 (H-1) é a rodovia interestadual mais longa e mais movimentada do estado americano do Havaí. A rodovia está localizada na ilha de Oʻahu. Apesar do número, essa é uma rodovia leste-oeste; a numeração da série “H” (do Havaí) reflete a ordem em que as rotas foram financiadas e construídas. A H-1 vai da Route 93 (Farrington Highway) em Kapolei até a Route 72 (Kalanianaole Highway) em Kāhala. A leste da Middle Street em Honolulu (saída 19A), a H-1 também é conhecida como Lunalilo Freeway, em homenagem ao antigo rei do Havaí, e às vezes é sinalizada como tal em placas mais antigas no centro de Honolulu. A oeste da Middle Street, a H-1 também é conhecida como Queen Liliʻuokalani Freeway, em homenagem à antiga rainha do Havaí; esse nome aparece em alguns mapas rodoviários. Ela é a rodovia interestadual sinalizada mais ao sul e mais ao oeste dos Estados Unidos.